# 比肯湖 (哈瑙)
50°09′14″N 8°56′49″E / 50.15387°N 8.94686°E
比肯湖（德語：Birkensee），是德國的湖泊，位於該國中部，由黑森州負責管轄，處於哈瑙東北面，落成於1985年，面積0.11平方公里，平均水深3.8米，最大水深5.3米。